# Dichlofluanide
Le dichlofluanide est un biocide à large spectre notamment utilisé comme acaricide, fongicide ou dans certains antifoulings.
Il est soumis en Europe à plusieurs directives, dont la directive Biocide.

## Écotoxicologie
Ce produit était réputé facilement dégradable dans l'eau par photolyse, mais il se dégrade en dichlorofluorométhane ((Fréon 21, potentiellement toxique mais surtout destructeur de la couche d'ozone stratosphérique à l'état gazeux)), aniline (très toxique) et DMSA (molécule chélatrice non anodine) et on a montré qu'il se photodégradait mal en présence de matière organique dans l'eau (ce qui est souvent le cas, notamment dans les ports et estuaires).